# کارامانلی
کارامانلی (به ترکی استانبولی: Karamanlı) یک منطقهٔ مسکونی در ترکیه است که در استان بوردور واقع شده‌است.